# Matt Damon
Matthew Paige "Matt" Damon, född 8 oktober 1970 i Cambridge i Massachusetts, är en amerikansk skådespelare, producent och manusförfattare. Han filmdebuterade i Tre tjejer (1988) innan han blev känd över en natt då han skådespelade och skrev manus tillsammans med barndomsvännen Ben Affleck i Will Hunting (1997). Filmen gav dem båda en Oscar för Bästa manus. Han har sedan slagit igenom brett i  Ocean's-trilogin och filmerna om Jason Bourne. Han blev även Oscarsnominerad för sin insats i The Martian (2015) samt mottog en Golden Globe för samma roll.

## Biografi

### Uppväxt
Matt Damon föddes som den andra sonen till börsmäklaren Kent Telfer Damon (1942–2017) och Nancy Carlsson-Paige (född 1946), professor vid Lesley University. Hans far var av engelsk och skotsk härkomst och på moderns sida har han finskt och svenskt påbrå. Namnet Paige kom ursprungligen från det finska namnet Pajari. Damon och hans familj flyttade till Newton i två år. Hans föräldrar skilde sig när han var två år gammal, och Damon och hans bror återvände med sin mor till Cambridge där de bodde i ett flerfamiljshus. Hans bror är skulptör och konstnär.
Damon gick alla sina skolår i Cambridge och var en duktig elev. Han var med i flera av skolans teaterproduktioner. Han har ofta nämnt sin teaterlärare Gerry Speca som en av de större influenserna på hans skådespelande, trots att Speca oftast gav Ben Affleck (Damons barndomskamrat och klasskompis) de bästa rollerna. Damon började 1988 på Harvard University, men hoppade av 1992, bara en termin före sin examen, för att ta en en roll i filmen Geronimo (1993). År 2013 tilldelades han Harvard Arts Medal. Det var på universitetet som han skrev en essä som senare kom att utvecklas till ett filmmanus åt filmen Will Hunting (1997).

### Tidig karriär
Damon hade sin första roll i den romantiska komedin Tre tjejer (1988) där han hade en enda replik. När han sedan började på Harvard fortsatte han med statistroller och mindre roller i bland andra TV-filmen Rising Son (1990) och Den inre kretsen (1992) där även Ben Affleck medverkade. Han hoppade av Harvard för att medverka i Geronimo (1993) för att han var säker på att filmen skulle bli en succé. Framgångarna uteblev och filmen blev en flopp då den bara spelade in 18 miljoner dollar av sin produktionskostnad på 35 miljoner dollar. Med filmen I sanningens namn (1996) skulle han få uppmärksamhet bland kritikerna. Inför rollen gick han ner 18 kg på 100 dagar.

### Genombrott
Damon skulle sedan få huvudrollen i den kritikerrosade Regnmakaren (1997) som regisserades av Francis Ford Coppola. För sin roll skulle han få än mer uppmärksamhet bland kritiker. Samma år fick han sitt genombrott med den egenskrivna filmen Will Hunting. Damon hade påbörjat manuset redan på sin tid i Harvard och när Damon flyttade in hos Affleck i Los Angeles började de båda arbeta på manuset än mer seriöst. Filmen byggde på mycket av deras egna uppväxt och utspelade sig i deras hemstad Cambridge. Filmen kom att bli unisont hyllad och blev nominerad till nio oscars däribland Bästa manliga huvudroll för Damon. Damon och Affleck kom att mottaga Oscarn och en Golden Globe för Bästa manus. Damon har förklarat genombrottet i Will Hunting som en "framgång över natten" där han verkligen gick från total okänd till att alla hälsade på honom dagen efter.

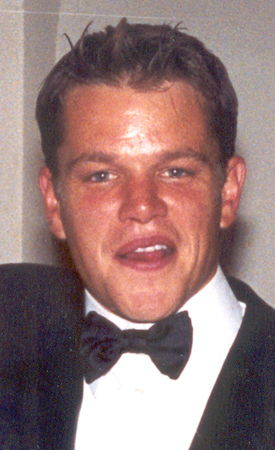
Matt Damon under inspelningen av The Talented Mr. Ripley (1999).

Under inspelningen av Will Hunting kom Steven Spielberg förbi och träffade Damon. Damon fick då titelrollen i Spielbergs krigsfilm Rädda menige Ryan (1998). Samma år medverkade han tillsammans med Edward Norton i pokerfilmen Rounders - Sista spelet. Trots mediokra betyg och inkomster anses den ändå vara en av de bästa pokerfilmerna. Damon medverkade sedan tillsammans med Jude Law, Gwyneth Paltrow och Cate Blanchett som titelrollen i The Talented Mr. Ripley (1999). Filmen baserades på Patricia Highsmiths bok med samma namn från 1955 och blev kritikerrosad. Inför rollen gick Damon ner 11 kilo. Samma år spelade han en fallen ängel i den Kevin Smith regisserade komedin Dogma. I filmen medverkade även Ben Affleck. Filmen fick ett positivt mottagande men skulle bli kontroversiell bland kristna grupper som tyckte det var helgerån.

### Etablerad karriär med två franchiser
Damon skulle göra försök med att ha huvudroller i romantiska draman som filmerna Legenden om Bagger Vance (2000) och All the Pretty Horses (2000) vilket skulle bli misslyckat. Båda filmerna floppade och blev sågade. Även Damon blev rejält sågad för sina insatser. Både Damon och Affleck skulle återförenas med Kevin Smith i Stjärnor utan hjärnor (2001) där de parodierade sina roller från Will Hunting. Samma år medverkade han i den Steven Soderbergh regisserade Ocean's Eleven som karaktären Linus Cardwell. Det var en nyinspelning av Storslam i Las Vegas (1960) som då innehöll ensemblen med Rat Pack. I nyinspelningen innehöll ensemblen George Clooney, Brad Pitt, Andy García och Julia Roberts. Damons roll var först påtänkt till Mark Wahlberg men han avböjde då han hellre ville göra andra projekt. Filmen kom att få god kritik och bli en kommersiell framgång.
Damon och Affleck producerade en dokumentärserie vid namn Project Greenlight (2000-2015) som 2002 blev nominerad för sitt första Emmy Award. Den skulle även bli nominerad 2004 och 2005. Serien gick ut på att hjälpa unga nykomlingar att utveckla sina filmidéer. Damon har senare varit producent för projekt åt många av de medverkande i serien. Han skulle både stå för manus och huvudrollen i Gerry (2002). Filmen fick positiva recensioner men presterade dåligt på biograferna. Efter att inte ha fått roller på ett halvår syntes han sedan som lönnmördaren Jason Bourne i The Bourne Identity (2002) trots att regissören Doug Liman haft många skådespelare påtänkta för rollen innan Damon. Damon trodde inte filmen skulle bli särskilt framgångsrik men medverkade för att få göra alla sina stunts själv. Han genomgick därför 6 månaders hård träning i bland annat boxning och vapen. Filmen blev en framgång bland både kritiker och biobesökare.
Damon medverkade i komedin Fäst vid dig (2003) för att sedan reprisera sina båda roller som Linus Cardwell och Jason Bourne i uppföljarna The Bourne Supremacy och Ocean's Twelve båda utgivna 2004. Båda filmerna blev väl mottagna av kritiker och finansiella succéer. För sin roll i The Bourne Supremacy skulle han mottaga ett Empire Award för Bästa skådespelare. Han skulle porträttera en fiktiv version av Wilhelm Grimm i den Terry Gilliam regisserade Bröderna Grimm (2005). Filmen kom att bli rejält sågad och ett kommersiellt misslyckande. Han skulle sedan synas i den Martin Scorsese regisserade The Departed (2006) där han spelade en gangster som arbetar för polisen. Filmen var en nytolkning av Hongkong filmen Infernal Affairs (2002). Den skulle bli hyllad av kritiker och vann oscarn för Bästa film.

### Fortsatta framgångar

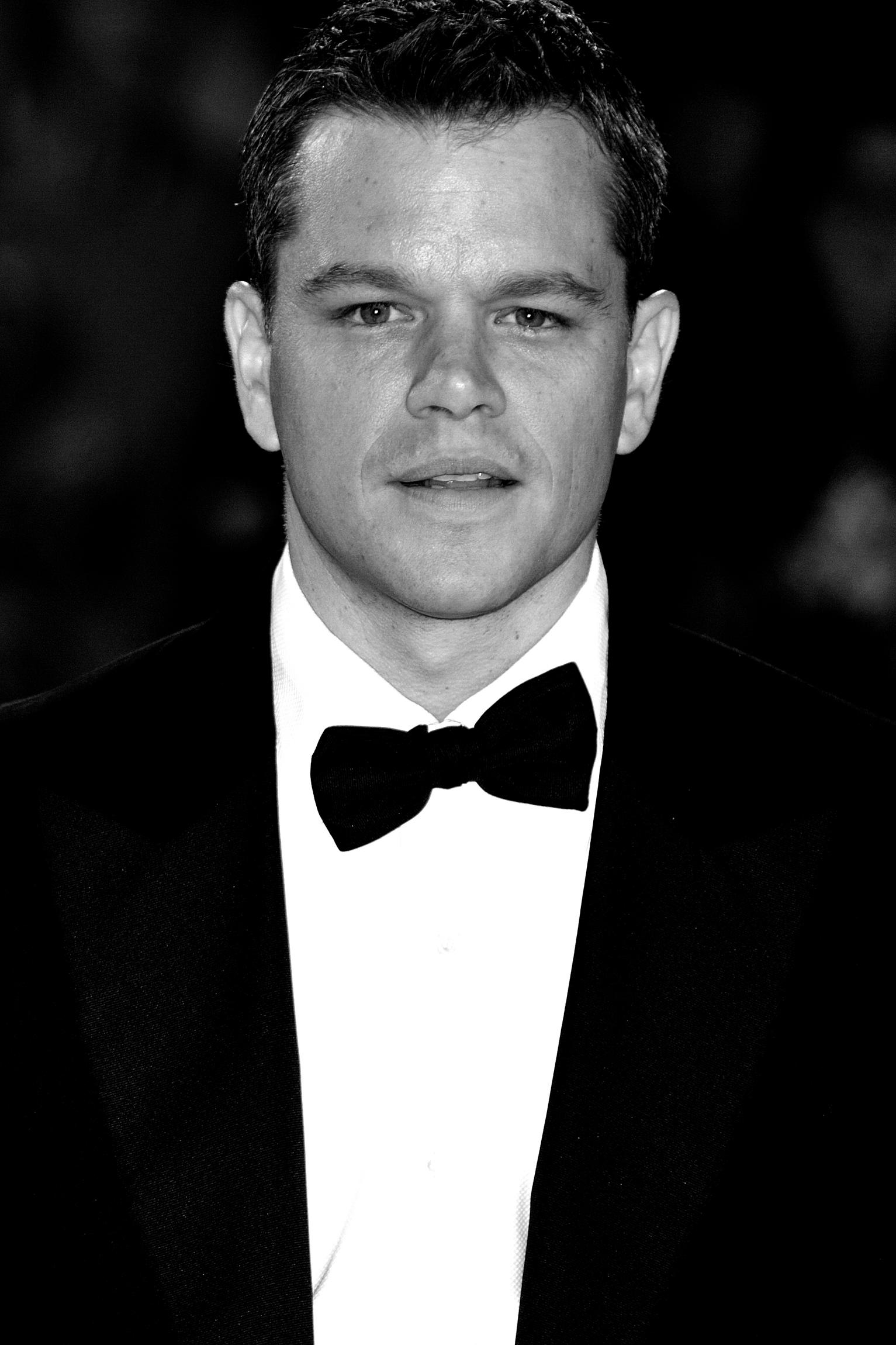
Matt Damon på Filmfestivalen i Venedig 2009.

Enligt Forbes var Damon i augusti 2007 den skådespelare som tjänade mest i världen. Förutom en lön på 20 miljoner dollar fick han nu även procent på filmernas vinst som han medverkade i. 2007 repriserade han även sina roller som Linus Cardwell och Jason Bourne i Ocean's Thirteen och The Bourne Ultimatum som båda var den tredje delen av sin respektive franchise. Båda filmerna skulle bli stora framgångar. Han var på grund av sitt kontrakt med Bourne-filmerna tvungen att avböja en roll i James Camerons Avatar (2009). Cameron erbjöd Damon 10% av vinsten på filmen vilken kom att bli den mest inkomstbringande filmen någonsin. Damon har senare sagt: "Jag kommer gå ner i historien som... du kommer aldrig möta en skådespelare som avböjt mer pengar".
Damon skulle 2009 göra ett gästframträdande i den populära TV-serien Entourage som sig själv som försöker övertala seriens huvudperson Vincent Chase till att donera till ONEXONE. En organisation som finns på riktigt och Damon är delaktig i. Samma år återförenades han med Steven Soderbergh i The Informant! och medverkade tillsammans med Morgan Freeman i den biografiska filmen om Nelson Mandela; Invictus – de oövervinneliga där han porträtterade Francois Pienaar. För rollen skulle Damon bli oscarsnominerad i kategorin Bästa manliga biroll. Han återförenades med Bourne-regissören Paul Greengrass i filmen Green Zone (2010) som både floppade och blev sågad av kritiker.
Damon återförenades även med regissören Clint Eastwood i Livet efter detta (2010), men till skillnad från deras förra film Invictus – de oövervinneliga gick denna ganska obemärkt förbi bland både kritiker och biobesökare. Samma år syntes han också i Bröderna Coens nyinspelning av True Grit (1969). True Grit (2010) blev kritikerrosad och en kommersiell succé. Den blev också nominerad till 10 oscars även om den inte vann en enda. Under 2011 medverkade han i The Adjustment Bureau, Contagion och En ny start, som samtliga fick ett godkänt mottagande. Damon återförenades sedan både med regissören Gus van Sant i Promised Land (2012) och Steven Soderbergh i Mitt liv med Liberace (2013). Han medverkade sedan i den Neill Blomkamp regisserade Elysium (2013). En action science fiction film som inte blev uppskattad av kritiker men fick en kommersiell framgång. Samma år medverkade han även i science fiction filmen The Zero Theorem (2013) som fick ett blandat mottagande men floppade på biograferna.

### Fler framgångar och priser
Damon medverkade tillsammans med George Clooney, Bill Murray, John Goodman och Cate Blanchett i krigsfilmen The Monuments Men (2014). Filmen blev sågad och inte den kommersiella framgång som förväntades. Han skulle ha en mindre roll som Dr. Mann i Christopher Nolans Intersteller (2014). Filmen blev en enorm kommersiell framgång och kritikerrosad. Den hamnar ofta på listor om den bästa science fiction filmerna genom tiderna. Han hade sedan huvudrollen i den Ridley Scott regiserrade The Martian (2015) vilket skulle ge honom en Golden Globe i kategorin Bästa manliga huvudroll. Han skulle även få sin andra Oscarsnominering i samma kategori. Efter att inte ha medverkat i den fjärde filmen om Jason Bourne (The Bourne Legacy, 2012) repriserade han rollen i den femte filmen Jason Bourne (2016). Filmen skulle komma att få ett mycket blandat mottagande men blev en kommersiell framgång.

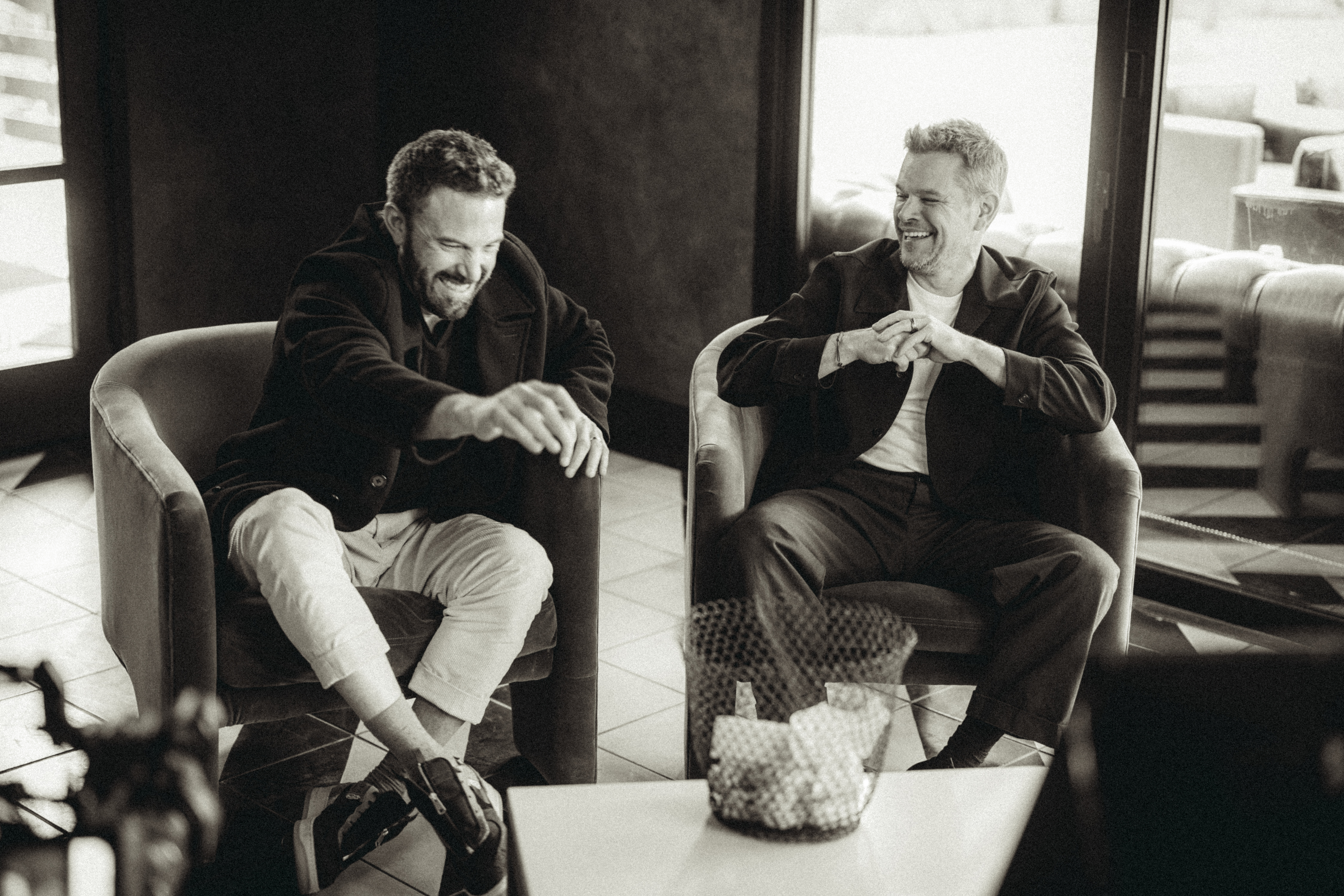
Ben Affleck och Matt Damon på premiären av Air (2023).

Damon syntes sedan i den brutalt sågade actionfilmen The Great Wall (2016). Filmen skulle prestera bra på biograferna men anses vara Damons sämsta roll i karriären, även enligt honom själv. Även hans nästa film, den George Clooney regisserade Suburbicon (2017) skulle bli brutalt sågad. Han medverkade sedan i den Alexander Payne regisserade Downsizing (2017). Filmen fick ett blandat mottagande och floppade på biograferna. Han porträtterade bildesignern Carroll Shelby i den biografiska filmen Le Mans '66 (2019). Filmen blev en succé och nominerades till fem oscars däribland Bästa film. Han skulle sedan bli unisont hyllad för sin insats i kriminaldramat Stillwater (2021). Filmen hade premiär på Cannes filmfestival och kom att få bra recensioner. Han både skådespelade och skrev manus tillsammans med Ben Affleck i den Ridley Scott regisserade The Last Duel (2021). Filmen kom att bli kritikerrosad men blev ett finansiellt misslyckande.
Damon återförenades med Ben Affleck redan i den biografiska filmen Air (2023) som Affleck regisserade. I filmen porträtterar Damon marknadsföringschefen på Nike, Sonny Vaccaro. Filmen mottog goda recensioner men skulle knappt spela in sina produktionskostnader. Samma år återförenades han även med Christopher Nolan i Oppenheimer där han porträtterade Leslie Groves, chefen över Manhattanprojektet. Filmen blev en succé bland både kritiker och publik.

## Privatliv

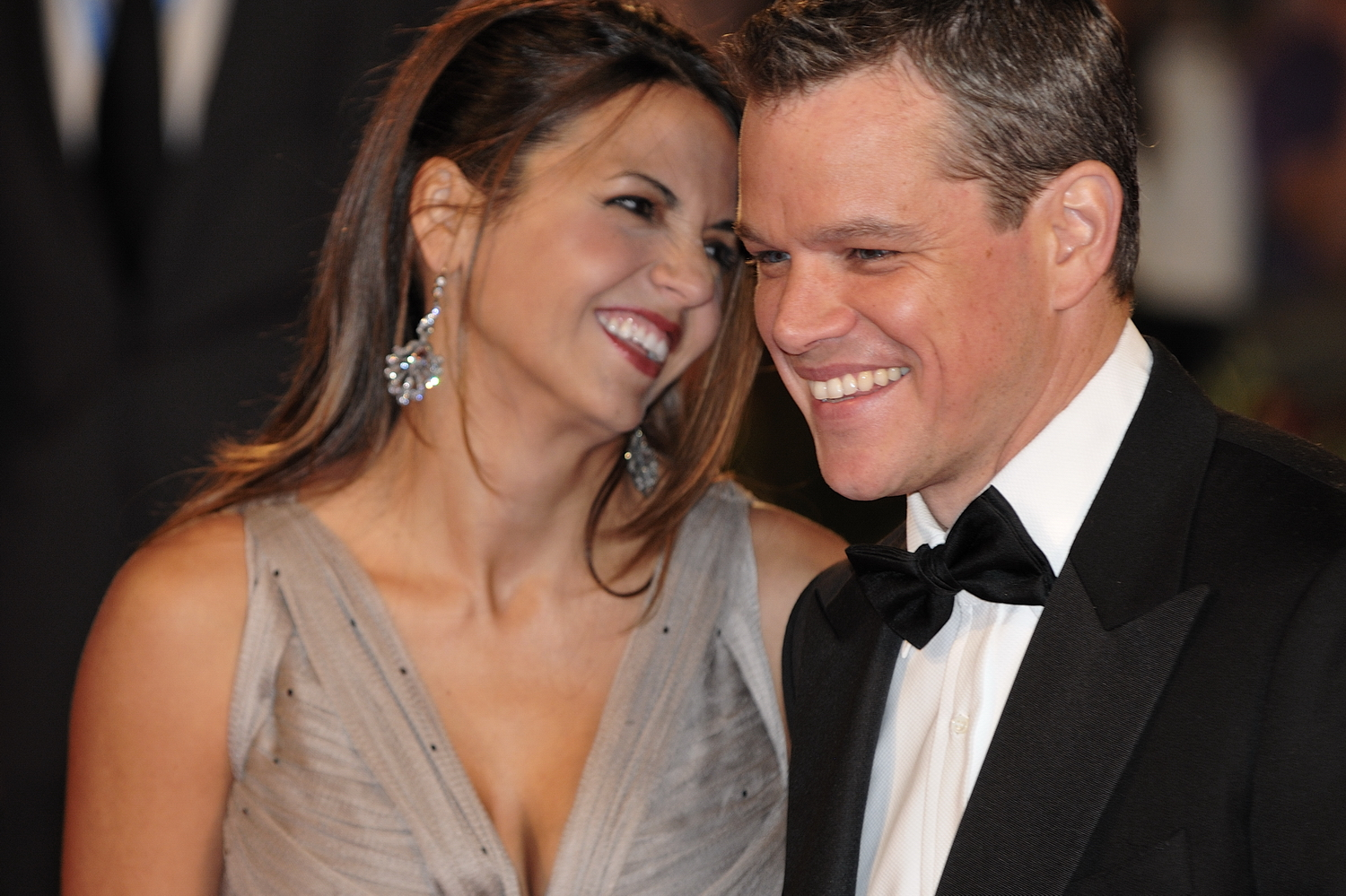
Damon med sin fru Luciana Bozán Barroso på Filmfestivalen i Venedig, 2009.

Damon träffade sin argentinska fru Luciana Bozán Barroso under inspelningen av Fäst vid dig, 2003. De förlovade sin i september 2005 och gifte sig i december samma år. De har tre döttrar tillsammans, födda 2006, 2008 och 2010. Han har också en styvdotter, Alexia Barroso (född 1998), från Barrosos tidigare äktenskap. Från 2012 bodde de i området Pacific Palisades i Los Angeles., men 2018 sålde de egendomen och flyttade till en våning för 16,5 miljoner dollar i Brooklyn Heights i New York.
Damon är en supporter av det demokratiska partiet och har kritiserat republikanska talesmän flertalet gånger. Han hade ett starkt samarbete med Barack Obamas administation då hans rumskamrat från Harvard, Jason Furman, var ordförande för rådgivningsorganet Council of Economic Advisers. Damon tillsammans med Ben Affleck och John Krasinski höll i en insamling för senatorn Elizabeth Warren. Damon stöttade Hillary Clinton i presidentvalet 2016.

## Filmografi, i urval

### Film
| År   | Titel                                               | Roll                             | Noter |
| ---- | --------------------------------------------------- | -------------------------------- | --- |
| 1988 | Tre tjejer                                          | Steamer Windsor                  | |
| 1988 | Kärlekens pris                                      | statist                          | |
| 1989 | Drömmarnas fält                                     | statist på Fenway Park           | |
| 1990 | Rising Son                                          | Charlie Robinson                 | TV-film |
| 1992 | Den inre kretsen                                    | Charlie Dillon                   | |
| 1993 | Geronimo                                            | Löjtnant Britton Davis           | |
| 1995 | Glory Daze                                          | Edgar Pudwhacker                 | |
| 1995 | The Good Old Boys                                   | Cotton Colloway                  | TV-film |
| 1996 | I sanningens namn                                   | Specialist Ilario                | |
| 1997 | Chasing Amy                                         | Shawn Oran                       | Cameoroll |
| 1997 | Regnmakaren                                         | Rudy Baylor                      | Nominerad—Blockbuster Entertainment Award för Favorite Actor in a Drama Film Nominerad-London Critics Circle Film Award for Årets skådespelare |
| 1997 | Will Hunting                                        | Will Hunting                     | Academy Award för Bästa manus Berlin International Film Festival Award för Enastående prestation Blockbuster Entertainment Award för Bästa favoritskådespelare Broadcast Film Critics Association Award för Bästa manus Broadcast Film Critics Association Award för Breakthrough Artist Chicago Film Critics Association Award för Most Promising Actor Florida Film Critics Circle Award för Newcomer of the Year for Screenwriting Golden Globe Award för Bästa manus Humanitas Prize i kategorin Spelfilm Sierra Award för Most Promising Actor National Board of Review of Motion Pictures Award för Special Achievement in Filmmaking Satellite Award för Bästa manus Nominerad—Oscar för bästa manliga huvudroll Nominerad—Chlotrudis Award för Bästa manus Nominerad—Golden Globe Award för bästa manliga huvudroll Nominerad—London Critics Circle Film Award för Årets skådespelare Nominerad—London Critics Circle Film Award för Årets manusförfattare Nominerad—MTV Movie Award för Bästa kyss Nominerad—MTV Movie Award för Bästa manliga huvudroll Nominerad—MTV Movie Award för Best On-Screen Duo Nominerad—Online Film Critics Society Awards för Bästa manus Nominerad—Satellite Award för Bästa skådespelare Nominerad—Screen Actors Guild Award för Bästa rollistan Nominerad—Screen Actors Guild Award för Bästa manliga huvudroll Nominerad—Writers Guild of America Award |
| 1998 | Rädda menige Ryan                                   | Menige James Francis Ryan        | Online Film Critics Society Award för Best Ensemble Nominerad—London Critics Circle Film Award för Årets skådespelare Nominerad—Screen Actors Guild Award för Bästa rollistan |
| 1998 | Rounders - Sista spelet                             | Mike McDermott                   | |
| 1999 | Dogma                                               | Loki                             | |
| 1999 | The Talented Mr. Ripley                             | Tom Ripley                       | Nominerad—Blockbuster Entertainment Award för Favorite Actor in a Suspense Film Nominerad—Golden Globe Award för Bästa manliga huvudroll Nominerad—Sierra Award för Bästa manliga skådespelare Nominerad—MTV Movie Award för Bästa musikframträdande Nominerad—MTV Movie Award för Bästa skurk Nominerad—Teen Choice Award för Choice Movie Actor Nominerad—Teen Choice Award för Choice Movie Liar |
| 2000 | Titan A.E.                                          | Cale Tucker                      | Röstroll |
| 2000 | Legenden om Bagger Vance                            | Rannulph Junuh                   | |
| 2000 | Vem är Forrester?                                   | Steven Sanderson                 | Cameoroll |
| 2000 | All the Pretty Horses                               | John Grady Cole                  | Nominerad—Blockbuster Entertainment Award för Favorite Actor in a Drama or Romance Nominerad—Sierra Award för Bästa manliga skådespelare |
| 2001 | Stjärnor utan hjärnor                               | sig själv                        | Cameoroll |
| 2001 | Ocean's Eleven                                      | Linus Caldwell                   | Nominerad—DVD Exclusive Award för Bästa ljudkommentar Nominerad—MTV Movie Award för Best On-Screen Team Nominerad—Phoenix Film Critics Society Award för Best Acting Ensemble |
| 2001 | The Majestic                                        | Luke Trimble                     | Röstroll |
| 2002 | Gerry                                               | Gerry                            | Även manusförfattare |
| 2002 | Spirit - Hästen från vildmarken                     | Spirit                           | Röstroll Western Heritage Award för Bästa film Nominerad—Kids' Choice Award för Favorite Voice from an Animated Movie |
| 2002 | The Third Wheel                                     | Kevin                            | Cameoroll |
| 2002 | The Bourne Identity                                 | Jason Bourne                     | |
| 2002 | Confessions of a Dangerous Mind                     | Matt                             | Cameoroll |
| 2003 | Fäst vid dig                                        | Bob Tenor                        | |
| 2004 | Eurotrip                                            | Donny                            | Cameoroll |
| 2004 | Jersey Girl                                         | PR-chef                          | Cameoroll |
| 2004 | The Bourne Supremacy                                | Jason Bourne                     | Empire Award för Bästa skådespelare Nominerad—MTV Movie Award för Bästa framträdande Nominerad—Saturn Award för Bästa manliga skådespelare Nominerad—Teen Choice Award för Choice Movie Actor |
| 2004 | Ocean's Twelve                                      | Linus Caldwell                   | Broadcast Film Critics Association Award för Bästa rollistan |
| 2004 | Howard Zinn: You Can't Be Neutral on a Moving Train | Berättare                        | Röstroll, dokumentär |
| 2005 | Bröderna Grimm                                      | Will (Wilhelm) Grimm             | |
| 2005 | Syriana                                             | Bryan Woodman                    | |
| 2006 | The Departed                                        | Sergeant Colin Sullivan          | National Board of Review of Motion Pictures Award för Best Ensemble People's Choice Award för Best On-Screen Match-Up Nominerad—Screen Actors Guild Award för Bästa rollistan |
| 2006 | Den innersta kretsen                                | Edward Wilson                    | |
| 2007 | Ocean's Thirteen                                    | Linus Caldwell                   | Nominerad—Teen Choice Award för Choice Chemistry in a Movie |
| 2007 | The Bourne Ultimatum                                | Jason Bourne                     | Nominerad—Empire Award för Bästa maniga skådespelare Nominerad—MTV Movie Award för Bästa slagsmål Nominerad—MTV Movie Award för Bästa framträdande |
| 2007 | Youth Without Youth                                 | Ted Jones                        | Cameoroll |
| 2007 | Running the Sahara                                  | Berättare                        | Röstroll, dokumentär |
| 2008 | Che - Gerillaledaren                                | Fr. Schwarz                      | Cameoroll |
| 2008 | Ponyo på klippan vid havet                          | Koichi                           | Röstroll (Engelska versionen) |
| 2009 | The Informant!                                      | Mark Whitacre                    | Nominerad—Chicago Film Critics Association Award för Bästa manliga skådespelare Nominerad—Detroit Film Critics Society Award för Bästa manliga skådespelare Nominerad—Golden Globe Award för Bästa manliga skådespelare Nominerad—San Diego Film Critics Society Award för Bästa manliga skådespelare Nominerad—Satellite Award för Bästa manliga skådespelare |
| 2009 | Invictus – de oövervinneliga                        | Francois Pienaar                 | Nominerad—Oscar för bästa manliga biroll Nominerad—Broadcast Film Critics Association Award för bästa manliga biroll Nominerad—Golden Globe Award för bästa manliga biroll Nominerad—Screen Actors Guild Award för Outstanding Performance by a Male Actor in a Supporting Role |
| 2009 | The People Speak                                    | Sig själv                        | Berättare, dokumentär, även producent |
| 2010 | Green Zone                                          | Chief Warrant Officer Roy Miller | Nominerad — Central Ohio Film Critics Association för Årets skådespelare (Även för filmerna True Grit och Livet efter detta) Nominerad — Teen Choice Award för Choice Movie Actor |
| 2010 | Livet efter detta                                   | George Lonegan                   | |
| 2010 | True Grit                                           | La Boeuf                         | Bronze Wrangler för Theatrical Motion Picture Nominerad — Central Ohio Film Critics Association för Best Ensemble Nominerad — Phoenix Film Critics Society Award för Bästa manliga biroll |
| 2010 | Inside Job                                          | Berättare                        | |
| 2011 | The Adjustment Bureau                               | David Norris                     | |
| 2011 | Contagion                                           | Mitch Emhoff                     | |
| 2011 | Margaret                                            | Aaron Caije                      | |
| 2011 | Happy Feet 2                                        | Bill                             | Röstroll |
| 2011 | En ny start                                         | Benjamin Mee                     | |
| 2012 | Promised Land                                       | Steve Butler                     | |
| 2013 | Mitt liv med Liberace                               | Scott Thorson                    | |
| 2013 | Elysium                                             | Max DeCosta                      | |
| 2013 | The Zero Theorem                                    | Management                       | |
| 2014 | The Monuments Men                                   | James Granger                    | |
| 2014 | Interstellar                                        | Dr. Mann                         | |
| 2015 | The Martian                                         | Mark Watney                      | |
| 2016 | Jason Bourne                                        | Jason Bourne                     | |
| 2016 | The Great Wall                                      | William Garin                    | |
| 2017 | Suburbicon                                          | Gardner Lodge                    | |
| 2017 | Downsizing                                          | Paul Safranek                    | |
| 2017 | Thor: Ragnarök                                      | Loke Skådespelare                | Cameoroll |
| 2018 | Unsane                                              | Detective Ferguson               | |
| 2018 | Deadpool 2                                          | Redneck                          | Cameoroll |
| 2018 | Ocean's 8                                           | Linus Caldwell                   | Cameo i bortklippt scen |
| 2019 | Le Mans '66                                         | Carroll Shelby                   | |
| 2019 | Jay and Silent Bob Reboot                           | Loki                             | Cameo |
| 2021 | No Sudden Move                                      | Mike Lowen/Mr. Big               | Okrediterad cameo |
| 2021 | Stillwater                                          | Bill Baker                       | |
| 2021 | The Last Duel                                       | Sir Jean de Carrouges            | |
| 2022 | Thor: Love and Thunder                              | Loke, skådespelare               | Cameo |
| 2023 | Air                                                 | Sonny Vaccaro                    | |
| 2023 | Oppenheimer                                         | Leslie Groves                    | |
| 2024 | Drive-Away Dolls                                    | Senator Gary Channel             | |
| 2024 | IF – Låtsaskompisar                                 | Sunny                            | Röstroll |
| 2024 | The Instigators                                     | Rory                             | |
| 2026 | The RIP                                             | Löjtnant Dane Dumars             | Även producent |
| 2026 | The Odyssey                                         | Odysseus                         | |

### TV
| År        | Titel               | Roll          | Notering                                                      |
| --------- | ------------------- | ------------- | ------------------------------------------------------------- |
| 2002      | The Bernie Mac Show | Sig själv     | Avsnitt: "Keep It on the Short Grass"                         |
| 2002      | Will & Grace        | Owen          | Avsnitt: "A Chorus Lie"                                       |
| 2002      | Saturday Night Live | Värd          | Avsnitt: "Matt Damon / Bruce Springsteen & The E Street Band" |
| 2007      | Artur               | Sig själv     | Röstroll, avsnitt: "The Making of Arthur/Dancing Fools"       |
| 2009      | Entourage           | Sig själv     | Avsnitt: "Give a Little Bit"                                  |
| 2010–2011 | 30 Rock             | Carol Burnett | 4 avsnitt                                                     |
| 2018      | Saturday Night Live | Värd          | Avsnitt: "Matt Damon / Mark Ronson & Miley Cyrus"             |